# آرتوش
آرتوش با نام کامل آرتاشس آودیان (ارمنی: ԱՐՏԱՇԵՍ ԱՎԵՏՅԱՆ، زادهٔ ۲۳ مرداد ۱۳۲۱ در تهران) خوانندهٔ ارمنی‌تبار اهل ایران است.

## زندگی
آرتاشس آودیان، مشهور به آرتوش، ۲۳ مرداد ۱۳۲۱ در تهران متولد شد. یکی از والدین او اهل ارمنستان بود و در سال ۱۳۴۲ به همراه خانواده به ارمنستان رفت. وی در سال ۱۳۴۴ در روابط عمومی کارخانجات تازه تأسیس شده «قو» مشغول به کار شد و دو ترانهٔ تبلیغاتی به نام‌های «افسانه قو» و «نیلوفر دریا» را خواند که با استقبال مخاطبان روبرو شد.
آرتوش به همراه همسرش لولا، خوانندهٔ متولد تفلیس گرجستان آثار دوصدایی متعددی را با یکدیگر اجرا کردند. شناخته‌شده‌ترین ترانهٔ وی به فارسی با عنوان نفرین در ۱۳۴۳ به اجرا درآمد که این ترانه در ایران به «سنگ قبر آرزو» و «آسمان چشم او» معروف است.
آرتوش پس از حدود ۴۰ سال، ترانه و نماهنگی با عنوان تهران را در سال ۱۳۹۵ منتشر کرد.
وی همچنین پس از گذشت حدود ۲۰ سال از آخرین اجرای زنده‌اش، در سال ۱۴۰۲، برنامه بلور بنفش حضور یافت و به اجرای تک‌آهنگ نفرین و پرستش پرداخت.

## نگارخانه

آرتوش -

## ترانه‌شناسی

### آلبوم‌ها
- نفرین (۱۹۹۳/۱۳۷۲)

| نام ترانه           | ترانه‌سرا          | آهنگساز     | تنظیم        |
| ------------------- | ----------------- | ----------- | ------------ |
| نفرین (اجرای دوم)   | پرویز وکیلی       | پرویز مقصدی | وازگن آودیان |
| غمگین               | پرویز وکیلی       | پرویز مقصدی | وازگن آودیان |
| بوسه بر لب‌های خونین | پرویز وکیلی       | پرویز مقصدی | وازگن آودیان |
| پرستش               | پرویز وکیلی       | پرویز مقصدی | وازگن آودیان |
| عاشقت هستم          | همایون هوشیارنژاد | پرویز مقصدی | وازگن آودیان |
| تو قلب من نشستی     | آرش سزاوار        | پرویز مقصدی | وازگن آودیان |
| بیهوده عشق          | پرویز وکیلی       | پرویز مقصدی | وازگن آودیان |
| قصه دریا            | پرویز وکیلی       | پرویز مقصدی | وازگن آودیان |

### تک‌آهنگ‌ها
| نام ترانه           | ترانه‌سرا          | آهنگساز     | تنظیم          | انتشار    |
| ------------------- | ----------------- | ----------- | -------------- | --------- |
| نفرین (اجرای اول)   | پرویز وکیلی       | پرویز مقصدی | پرویز مقصدی    | ۱۳۴۲ ۱۹۶۳ |
| غمگین               | پرویز وکیلی       | پرویز مقصدی | پرویز مقصدی    | دههٔ چهل   |
| بوسه بر لب‌های خونین | پرویز وکیلی       | پرویز مقصدی | پرویز مقصدی    | دههٔ چهل   |
| پرستش               | پرویز وکیلی       | پرویز مقصدی | پرویز مقصدی    | دههٔ چهل   |
| بیهوده عشق          | پرویز وکیلی       | پرویز مقصدی | پرویز مقصدی    | دههٔ چهل   |
| قصه دریا            | پرویز وکیلی       | پرویز مقصدی | پرویز مقصدی    | دههٔ چهل   |
| تهران               | همایون هوشیارنژاد | آرتوش       | آرمن آساطوریان | ۱۳۹۵ ۲۰۱۶ |

## تصاویر و مدیا
- ویدیوی نفرین
- نفرین در کنسرت ویگن

خطای لوآ در پودمان:External_links2 در خط 988: variable 'contains' is not declared.